# Bitbucket
Bitbucket (англ. Bit «бит» и Bucket «ведро») — веб-сервис для хостинга проектов и их совместной разработки, основанный на системе контроля версий Git (ранее также Mercurial). По назначению и основным предлагаемым функциям аналогичен GitHub, от которого отличается с одной стороны меньшей пользовательской базой, а с другой, имеет определённые преимущества в плане размещения непубличных репозиториев — возможностью их бесплатного хостинга с ограничением на размер команды не более пяти человек и меньшей арендной платой при большем размере команды, а также управление правами доступа на уровне отдельных ветвей проекта. Если основные преимущества GitHub лежат в области социализации программирования (англ. social coding), Bitbucket больше ориентирован на небольшие закрытые команды разработчиков. Слоган сервиса — «Bitbucket is the Git solution for professional teams» («Bitbucket — это Git-решение для профессиональных команд»).
Bitbucket поддерживает OpenID.

## Возможности
В настоящее время всем пользователям бесплатно предоставляются следующие возможности:
- Дисковое пространство в 2 ГБ на репозиторий.[5]
- Неограниченное количество публичных репозиториев.
- Неограниченное количество приватных репозиториев для команд до пяти человек.
- Доступ к репозиториям по протоколам HTTP и SSH.
- Возможность привязать учётную запись на сервисе к собственному домену.
- Вики (отдельно для каждого репозитория, можно отключить).
- Система учёта ошибок (отдельно для каждого репозитория, можно отключить).
- Интеграция с Google Analytics, Twitter, Basecamp и другими службами.
- RSS-лента истории изменений.
- Управление приватностью отдельно для каждого репозитория.
- Для публичных репозиториев количество пользователей не ограничено (BitBucket бесплатен для проектов открытого программного обеспечения).
- К частному (закрытому) репозиторию может иметь доступ до пяти пользователей; большее количество записей предоставляется в рамках платного обслуживания (от $10 до $200 в месяц) или после приглашения новых пользователей (уже не актуально)[6].